# عبد الملك بن عمير
عبد الملك بن عمير تابعي كوفي، قاضي الكوفة قبل عامر الشعبي، وأحد رواة الحديث النبوي. روى له الجماعة.

## سيرته
عَبد المَلِك بن عُمَير بن سويد بن جارية القرشي، ويُقال: اللخمي، أبو عَمْرو، ويُقال: أبو عُمَر، الكوفي المعروف بالقبطي، حليف لبني عديّ بن كعب من قريش، ولد في ثلاث سنين بقين من خلافة عثمان بن عفان، ورأى علي بن أبي طالب، وأبا موسى الأشعري، كان على قضاء الكوفة قبل عامر الشعبي، روى أكثر من مائة حديث، وقال علي بن المديني: له نحو 200 حديث، وكان يقول: «والله إنّي لأحدّث بالحديث فما أدَعُ منه حرفًا.»، قال البخاري: «كان عبد الملك بن عمير من أفصح الناس»، مات عبد الملك بن عمير سنة ست وثلاثين ومائة أو نحوها، في ذي الحجة منها، وعمره 103 سنين.

## روايته للحديث النبوي
- روى عن: أسيد بن صفوان، والأشعث بن قيس، وإياد بن لقيط، وجابر بن سمرة، وجبر بن عتيك الأنصاري، وجرير بن عبد الله البجلي، وجندب بن عبد الله البجلي، وحصين بن أبي الحر العنبري، وحصين بن قبيصة، وخالد بن ربعي الأسدي، وربعي بن حراش، والربيع بن عميلة، ورفاعة بن شداد، وزياد أبي الأوبر الحارثي، وزيد بن عقبة الفزاري، وسعيد بن حريث، وسعيد بن فيروز الديلمي، وشبيب بن نعيم، وعبد الله بن الحارث بن نوفل، وعبدالله بن الزبير بن العوام، وعبد الله بن معقل بن مقرن، وعبد الرحمن بن أبي بكرة الثقفي، وعبد الرحمن بن سعيد بن وهب الهمداني، وعبد الرحمن بن عبد الله بن مسعود، وعبد الرحمن بن أبي ليلى، وعبيد الله بن جرير بن عبد الله البجلي، وعثمان بن سليمان بن أبي حثمة، والعريان بن الهيثم النخعي، وعطية القرظي، وعلقمة بن وائل بن حجر الحضرمي، وعمرو بن حريث، وعمرو بن ميمون الأودي، وقبيصة بن جابر، وقزعة بن يحيى، ومحارب بن دثار، ومحمد بن المنتشر، ومصعب بن سعد بن أبي وقاص، والمغيرة بن شعبة، والمنذر بن جرير بن عبد الله البجلي، وموسى بن طلحة بن عبيد الله، والنعمان بن بشير، ووراد كاتب المغيرة بن شعبة، وأبي الأحوص الجشمي، وأبي بردة بن أبي موسى الأشعري، وأبي بكر بن عمارة بن رويبة الثقفي، وأبي سلمة بن عبد الرحمن بن عوف، وأم عطية الأنصارية، وأم العلاء الأنصارية.[4] وأبو طلحة الأسدي.[5]
- روى عنه: إبراهيم بن محمد بن مالك الهمداني، وأسباط بن محمد القرشي، وإسحاق بن الصباح الأشعثي الكبير، وإسرائيل بن يونس، وإسماعيل بن إبراهيم بن مهاجر، وإسماعيل بن أبي خالد، وإسماعيل بن مجالد بن سعيد، وأسيد بن القاسم الكناني، وجرير بن حازم، وجرير بن عبد الحميد، وحبان بن علي العنزي، والحسين بن واقد المروزي، وحماد بن سلمة، وداود بن نصير الطائي، وزائدة بن قدامة الثقفي، وزكريا بن أبي زائدة، وزهير بن معاوية، وزياد بن عبد الله الكبائي، وزيد بن أبي أنيسة، وسفيان الثوري، وسفيان بن عيينة، وسليمان التيمي، وسليمان الأعمش، وشريك بن عبد الله بن أبي نمر، وشعبة بن الحجاج، وشعيب بن صفوان، وشهر بن حوشب، وهو من أقرانه، وشيبان النحوي، وعبد الحكيم بن منصور، وعبد الرحمن بن عبد الله المسعودي، وعبد الرحمن بن محمد المحاربي، وعبيد الله بن عمرو الرقي، وعبيدة بن حميد، وعلي بن الحكم البناني، وعلي بن سليمان بن كيسان الكيساني، وعمر بن عبيد الطنافسي، وعمر بن الهيثم الهاشمي، وعمرو بن قيس الملائي، وقرة بن خالد السدوسي، ومحمد بن حسان، ومحمد بن شبيب الزهراني، ومروان بن معاوية الفزاري، ومسعر بن كدام، ومعتمر بن سليمان، وابنه موسى بن عبد الملك بن عمير، وهشيم بن بشير، وأبو عوانة الوضاح بن عبد الله اليشكري، والوليد بن أبي ثور، وأبو المحياة يحيى بن يعلى التيمي، ويزيد بن زياد بن أبي الجعد، وأبو بكر بن عياش المقرئ، وأبو حمزة السكري.[4] ومحمد بن جابر بن سيار.[6]
- الجرح والتعديل: قال النسائي: «ليس به بأس»، وقال أبو حاتم الرازي: «صالح الحديث، ليس بحافظ، تغير حفظه قبل موته»، وقال يحيى بن معين: «مخلط»، وقال أحمد بن حنبل: «عبد الملك بن عمير مضطرب الحديث جدًا مع قلة روايته، ما أرى له خمسمائة حديث، وقد غلط في كثير منها»، وذكر إسحاق الكوسج عن أحمد أنه ضعفه جدًا.[3]

قال عبد الرحمن بن مهدي: «كان سفيان الثوري يعجب من حفظ عبد الملك. قال صالح: فقلت لأبي: هو عبد الملك بن عمير؟ قال: نعم. قال عبد الرحمن بن أبي حاتم: فذكرت ذلك لأبي، فقال: هذا وهم، إنما هو عبد الملك بن أبي سليمان، وعبد الملك بن عمير لم يوصف بالحفظ.».